# Bröderna Dardenne
Bröderna Jean-Pierre Dardenne, född 21 april 1951 i Engis, och Luc Dardenne, född 10 mars 1954 i Awirs, är en belgisk filmregissörs- och filmproducentduo. De två bröderna regisserar alltid tillsammans. De båda är de i särklass mest framgångsrika regissörerna i Belgien och har bland annat vunnit Guldpalmen vid filmfestivalen i Cannes två gånger om. 
Första filmen, Je pense a vous, kom 1992. Genombrottet kom 1996 med Ett löfte (La promesse). Filmen visar den socialrealistiska tematiken i Valloniens grå och slitna städer som ofta återkommer i Dardennes filmer. 1999 vann bröderna sin första Guldpalm för filmen Rosetta. Denna följdes upp av fler filmer i samma stil. Sonen (Le fils) från 2002 och Barnet (L'enfant) från 2005. Den senare filmen vann den andra Guldpalmen och även en Guldbagge för bästa utländska film. Har totalt vunnit 23 filmpriser.

## Filmografi i urval
- 1996 – Ett löfte
- 1999 – Rosetta
- 2002 – Sonen
- 2005 – Barnet
- 1999 – Chacun son cinéma (delen "Dans l'Obscurité")
- 2008 – Lornas tystnad
- 2011 – Pojken med cykeln
- 2014 – Två dagar, en natt
- 2016 – Den okända flickan
- 2019 – Unge Ahmed